# Muzeum dopravy ve Strašicích
Muzeum dopravy ve Strašicích je objekt s veřejnou expozicí historických artefaktů z dopravy a různých typů historických vozidel, nacházející se ve Strašicích v okrese Rokycany. Projekt muzea vznikl v roce 2007 ve spolupráci spolku Škoda Bus klub Plzeň a obce Strašice. Obec Strašice zde poskytla objekt bývalých tankových garáží. Muzeum si klade za cíl mapovat historii a vývoj hromadné dopravy především v bývalém Západočeském kraji.

## Vystavovaná vozidla

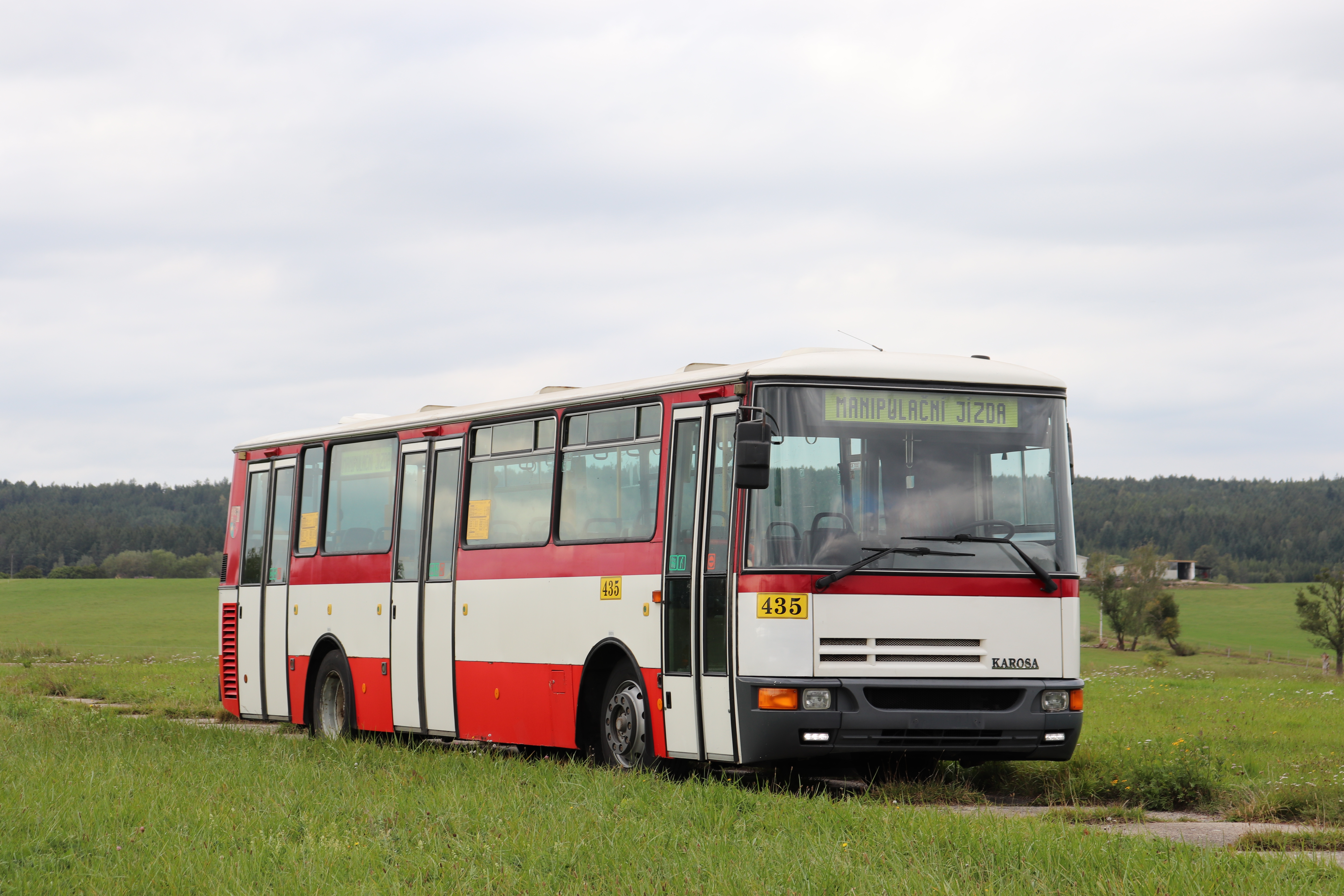
Exponát muzea dopravy, Karosa B 932 původem z Plzně

### Autobusy
- Škoda 706 RO – ev. č. 21 (od 2021, ex soukromá osoba, r. v. 1953)
- Škoda 706 RTO LUX – SPZ PS 83-23 (od 2000, ex ČSAD Klatovy, r. v. 1961)
- Škoda 706 RTO – ev. č. 102 (od 2006, ex ČSLA, r. v. 1964) – pojízdná armádní transfúzní stanice
- Karosa ŠD 11.2040 – ev. č. 103 (od 2004, ex ČKD Praha, r. v. 1979)
- Karosa ŠL 11.1310 – ev. č. 282 (od 2004, ex HZS ČR, r. v. 1980)
- Karosa ŠL 11.1310 – ev. č. 284 (od 2001 do 2005, ex Československá armáda, od 2005 soukromá osoba, r. v. 1973
- Karosa LC 735.00 – SPZ 2P8 4535 (od 2007, ex soukromá osoba, r. v. 1983)
- Karosa C 734.20 – ev. č. 322 (od 2009, ex ČSAD autobusy Plzeň, r. v. 1987)
- Karosa B 731.20 – ev. č.385 (od 2007, ex PMDP, r. v. 1988)
- Karosa B 732.1654 – ev. č. 423 (od 2014, ex PMDP, r. v. 1992)
- Karosa C 734.20 HL – SPZ CBA 17-31 (od 2019, ex CK Pangeo Tours, r. v. 1992) – hotelbus pro cestovní kancelář
- Karosa B 932.1678 – ev. č. 435 (od 2015, ex PMDP, r. v. 1996)
- Karosa C 935.1034 Récréo – ev. č. 107 (od 2021, ex Régie Des Transports Landais - RDTL (Francie), r. v. 1997)
- Škoda 21Ab – ev. č. 471 (od 2011, ex PMDP, r. v. 2001)
- Škoda 21Ab – ev. č. 474 (od 2010, ex PMDP, r. v. 2001)

### Autobusové vleky
- Karosa B 40 – ev. č. 70 (od 2010, ex soukromá osoba, r. v. 19??)

### Trolejbusy
- Škoda 7Tr – evč. 3 (od 2005, ex DP Mariánské Lázně, r. v. 1952)
- Škoda 9TrHT26 – ev. č. 323 (od 1996 do 2010, ex DPMP, od 2010 PMDP, r. v. 1979)
- Škoda 9TrHT26 – ev. č. 315 (od 2018, ex DPMP, r. v. 1979)
- Škoda 14TrM – ev. č. 403 (od 2011, ex PMDP, r. v. 1987, v roce 2003 modernizace a nová karoserie 14TrM)
- Škoda 14Tr08/6 – ev. č. 432 (od 2008, ex PMDP, r. v. 1989)
- Škoda 17Tr – ev. č. 3901 (od 2008, ex DP Ostrava, r. v. 1989)
- Škoda 15Tr03/6 – ev. č. 461 (od 2008 do 2011, ex PMDP, r. v. 1991) (v roce 2012 pro špatný tehnický stav sešrotován)
- Škoda 15Tr03/6 – ev. č. 464 (od 2011, ex PMDP, r. v. 1991)
- Škoda 21TrACI – ev. č. 488 (od 2018, ex PMDP, r. v. 2002)

### Tramvaje
- Tatra T3 – ev. č. 195 (od 2012, ex PMDP, r. v. 1975)
- Škoda 03T2 – ev.. č. 303 (od 2021, ex PMDP, r. v. 1998)

### Tramvajové vlečné vozy
- Brožík/Zeman – ev. č. 6 (od 2018, ex PMDP, r. v. 1899, v roce 1936 přestavěn z motorového na vlečný)
- Elektrické podniky města Plzně – ev. č. 73 (od 2020, ex PMDP, r. v. 19??, vozík pro přepravu malého válce)

### Užitkové vozy
- LIAZ 101.806 VNP – ev. č. 101 (od 2021, ex Městská doprava Mariánské Lázně, r. v. 1990)
- Praga V3S MP 13 – ev. č. 100 (od 2011, ex Železniční stavitelství Praha, r. v. 1961)
- Škoda 30 – ev. č. 99 (od 2009, ex Škoda dopravní technika, r. v. 1950) (traktor vyroben ze zbylých dílů pro interní použití ve Škodově závodě v Plzni)

### Přívěsy
- BSS Senice EC60kW – ev. č. 72 (od 2015, ex Československá armáda, r. v. 1989)

### Motorové vozy
- motorový vůz řady 810 – 810.368 (od 2024, ex Československé státní dráhy, r. v. 1981, jméno Klabavka)